# Xemeneia de la Bòbila del Vidiella
La Xemeneia de la Bòbila del Vidiella és una obra de Cambrils (Baix Camp) inclosa a l'Inventari del Patrimoni Arquitectònic de Catalunya.

## Descripció
Situada al que va ser una antiga zona preindustrial de Cambrils, actualment coneguda com a zona de la Bòbila, ubicada a l'entrada pel Raval de Gràcia.
Es conserven també, a la mateixa zona, la xemeneia de la bòvila Rigual, i el Forn del Ferré. Les bòviles no s'han conservat.
Xemeneia de bòvila de secció circular sobre podi de base quadrangular. L'obra està feta de totxo vist, molt similar a la de la bòvila Rigual, encara que en aquest cas la xemeneia s'ha escapçat per la part superior. Actualment mesura uns 10 metres d'alçada.
La part superior del podi incorpora una motllura dentada com a decoració.